# Amt Bohlingen

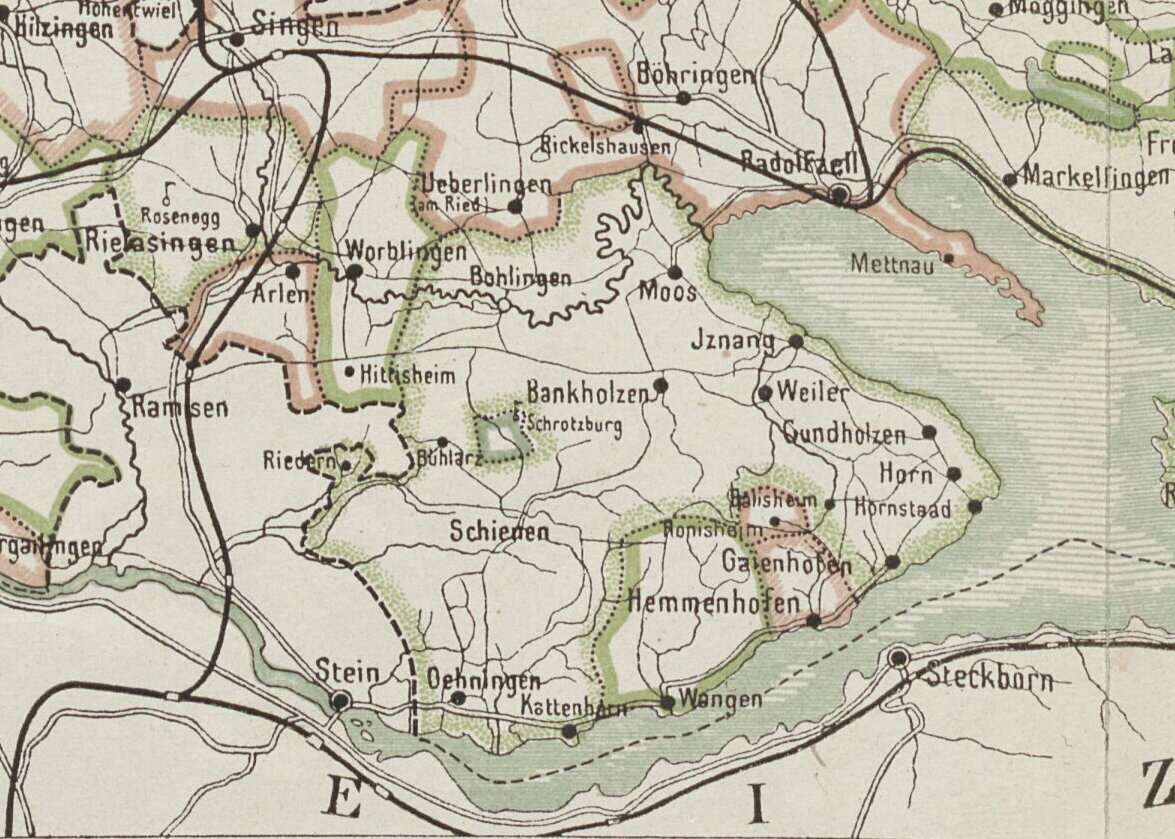
Orte des Amtes Bohlingen

Das Amt Bohlingen war in napoleonischer Zeit eine Verwaltungseinheit im Südosten des Landes Baden. Es bestand von 1803 bis 1810.

## Geschichte
Im westlich des Bodensees auf der Halbinsel Höri gelegenen Bohlingen hatte eine, im 12. Jahrhundert erstmals als Ministerialen des Bischofs von Konstanz genannte Adelsfamilie eine Burg errichtet, die zum Zentrum einer Herrschaft wurde. Nachdem sie später durch verschiedene Hände gegangen war, kam sie 1497 zum Fürstbistum Konstanz. Dieses errichtete daraufhin das Obervogteiamt Bohlingen als Verwaltungseinheit, dem in der Mitte des 17. Jahrhunderts das östlich angrenzende Obervogteiamt Gaienhofen angegliedert wurde.
Mit dem Reichsdeputationshauptschluss von 1803 wurde der zum Kurfürstentum aufgewerteten Markgrafschaft Baden die Landeshoheit über den auf dem Gebiet des Heiligen Römischen Reiches gelegenen Teil des Fürstbistums zuerkannt. Die badische Regierung fasste Bohlingen mit dem ebenfalls von Konstanz gekommenen Obervogteiamt Öhningen zum, zunächst erneut als Obervogteiamt bezeichneten Amt Bohlingen zusammen und ordnete es der Obervogtei Reichenau unter. Diese war zweigeteilt, mit dem Amt Reichenau im Osten und dem Amt Bohlingen im Westen des Untersees.
1807 wurde die Obervogtei aufgelöst, das Amt unterstand nun direkt der nächsthöheren Ebene. Im Februar 1809 wurde ihm der, infolge eines Ende 1808 mit dem Königreich Württemberg geschlossenen Staatsvertrages zu Baden gekommene Hof Honisheim zugeteilt. Ende 1809 wurde das Amt Bohlingen, aufgrund seiner geringen Einwohnerzahl, als Stabsamt eingestuft. Ende 1810 wurde es aufgelöst, seine Gemeinden dem Amt Radolfzell zugeteilt.

## Leiter der Verwaltung
Mit der Leitung, als Amtmann, wurde zunächst Kasimir Walchner beauftragt, der aber bereits 1804 zum Amt Pfullendorf versetzt wurde. Auf ihn folgte Joachim Finnweg, 1807 dann Johann Nepomuk Fauler.

## Orte und Einwohnerzahlen
1805 wurde von diesen Orten und Einwohnerzahlen berichtet:
- Bankholzen und Bettnang: 206
- Bohlingen: 400
- Gaienhofen: 168
- Gundelzen: 118
- Horn, mit Balesheim und Honisheim: 168
- Iznang: 130
- Moos: 161
- Öhningen, mit Kirchberg, Ennetburg, Endorf, Kaltenhorn und fünf Höfen: 750
- Rielasingen, mit Roseneck: 257
- Stahringen, mit der Homburg und dem Remerhof: 264
- Schienen, mit Ober- und Unterbühl, Bühlarz und Schrotzburg: 206
- Weiler: 136

## Übergeordnete Verwaltungseinheiten
Im Rahmen der Verwaltungsstruktur des Landes wurden die Obervogtei und das Amt zunächst dem Oberen Fürstentum am Bodensee mit Sitz in Meersburg zugeordnet. Dann waren es ab 1807 die Provinz des Oberrheins, auch Badische Landgrafschaft genannt mit Sitz in Freiburg im Breisgau, ab Anfang 1810 der Seekreis in Konstanz.

## Weitere Entwicklung
Das Amt Radolfzell entwickelte sich später zum Bezirksamt. 1872 wurde es aufgelöst und dem Bezirksamt Konstanz zugeteilt. Aus diesem entstand 1939 der Landkreis Konstanz. Der Hauptort Bohlingen wurde 1975 nach Singen am Hohentwiel eingemeindet. Der Verwaltungssitz, als Schloss Bohlingen bezeichnet, wurde nach der Auflösung des Amtes veräußert und beherbergte lange Jahre eine Gaststätte.